# Megbízási szerződés
A megbízási szerződés (vagy egyszerűen megbízás) olyan szerződés, amelynek alapján az egyik szerződő fél (a megbízott) valamely tevékenység elvégzésére, a másik fél (a megbízó) által rábízott ügy ellátására köteles. A megbízó általában díjat fizet a megbízottnak, ám nincs díjfizetési kötelezettsége akkor, ha az ügy természetéből, vagy a felek közötti viszonyból arra lehet következtetni, hogy a megbízott a tevékenységet ingyenesen vállalta. A megbízás gyakran a megbízó képviseletében való eljárást kívánja meg. Mivel személyes bizalmon alapul, a megbízott személyesen köteles eljárni, kivéve, ha a megbízó hozzájárult ahhoz, hogy a megbízott más személyt igénybe vegyen.
A Polgári Törvénykönyvnek a megbízási szerződésre vonatkozó rendelkezései ún. diszpozitív rendelkezések, vagyis a felek a Ptk-ban foglalt rendelkezésektől egyező akarattal eltérhetnek, szerződésüket a Ptk.-ban megjelölt tartalomtól eltérően alakíthatják.
A megbízási szerződés fontosabb önállósult formái az orvosi megbízás és az ügyvédi megbízás.

### Elhatárolása a vállalkozási szerződéstől
A megbízási szerződés és a vállalkozási szerződés egyik alapvető elhatárolási szempontja szerint míg vállalkozási szerződés esetén a vállalkozó valamely meghatározott eredmény elérésére, előállítására köteles, addig megbízási szerződés esetén a megbízott a rábízott feladat ellátására. Ezt a különbséget fejezi ki az, hogy a vállalkozási szerződés ún. eredménykötelem, a megbízási szerződés ún. gondossági kötelem.

## A megbízási típusú szerződések
A megbízás az egyik alap-szerződéstípus, amelyből több, önállóan szabályozott szerződéstípus alakult ki (pl. bizomány).
A megbízási szerződés lényege szerint a megbízott a megbízó által rábízott feladat ellátására, a megbízó pedig megbízási díj fizetésére köteles. A Ptk. ezáltal egy olyan tág körű fogalommal jelöli a megbízási szerződést, mely fogalom lehetőséget teremt a megbízási szerződés szabályainak olyan jogviszonyokra való alkalmazására, mely jogviszonyok a Ptk.-ban szabályozott ügyviteli típusú szerződések körébe nem sorolhatóak.
A Polgári törvénykönyvben szereplő szerződéseket Ptk.-ban nevesített és szabályozott szerződések csoportjába soroljuk. Azok a szerződések szerepelnek tipikus szerződésként a Ptk.-ban, melyek szabályai, jellemző jegyei kellően elvonatkoztathatóak a jogalkalmazási gyakorlat egyes szerződéseinek jellemző jegyeitől, a jogalkalmazási gyakorlatban, illetve jogelméletben kialakult és állandósult, erre a típusra jellemző jegyekkel rendelkeznek.
A Ptk. külön Címben, a XVI. Címen belül szabályozza a megbízási típusú szerződéseket.
Ide tartoznak:
- megbízási szerződés
- bizományi szerződés
- szállítmányozási szerződés
- közvetítői szerződés
- bizalmi vagyonkezelési szerződés

A sportolói szerződésre a Ptk. megbízási szerződésre vonatkozó szabályai megfelelően irányadóak.

## Az utasítási jog
A megbízási szerződés lényeges jellemzője az, hogy az „ügy ura” a megbízó, aki széleskörű utasítás adási joggal rendelkezik a megbízási szerződés teljesítésével kapcsolatban.

„[Utasítás]
A megbízott köteles a megbízó utasításait követni.

A megbízott a megbízó utasításától akkor térhet el, ha ezt a megbízó érdeke feltétlenül megköveteli, és a megbízó előzetes értesítésére már nincs mód. Ilyen esetben a megbízót késedelem nélkül értesíteni kell.

Ha a megbízó célszerűtlen vagy szakszerűtlen utasítást ad, a megbízott köteles őt erre figyelmeztetni. Ha a megbízó a figyelmeztetés ellenére utasítását fenntartja, a megbízott a szerződéstől elállhat, illetve a szerződést felmondhatja, vagy a feladatot a megbízó utasításai szerint, a megbízó kockázatára elláthatja. Meg kell tagadnia az utasítás teljesítését, ha annak végrehajtása jogszabály vagy hatósági határozat megsértésére vezetne, vagy veszélyeztetné mások személyét vagy vagyonát.

A megbízó köteles megtéríteni az utasítás teljesítésével kapcsolatban felmerült költségeket. A megbízott az utasítás teljesítését megfelelő biztosíték adásához kötheti. Ha a megbízó nem ad megfelelő biztosítékot, a megbízott az utasítás teljesítését megtagadhatja.

Figyelemmel arra, hogy a megbízási szerződés alapján a megbízott kötelessége a rábízott feladat ellátása, ehhez párosult a megbízott tájékoztatási kötelezettsége. Ez a tájékoztatási kötelezettség kiterjed a tevékenységre, a feladat állására egyaránt. A megbízott köteles e körben a megbízót annak kívánságára, illetve szükség esetén e nélkül is tájékoztatni.”

## A megbízási díj
A megbízási díj magában foglalja – külön kikötés nélkül is – a szerződés teljesítésével rendszerint együtt járó költségeket. A megbízási díjat érintő lényeges szabály, miszerint a megbízott köteles megelőlegezni a megbízás ellátásával rendszerint együtt járó költségeket.
A megbízási díj fizetési kötelezettség nem szűnik meg akkor, ha a megbízott eljárása nem vezetett eredményre. A megbízott akkor is jogosult a megbízási díjra, ha eljárása nem vezetett eredménye. Ez alóli kivételként jelentkezik az az eset, ha az eredmény részben vagy egészben azért maradt el, mert a megbízott felróhatóan járt el.
A megbízási szerződés alapvetően, főszabály szerint visszterhes szerződés, vagyis megbízási díj fizetési kötelezettséget feltételez. A megbízási szerződésnek lehetséges ingyenes alakzata is, ugyanakkor ebben az esetben is a megbízó köteles a megbízott költségeit megtéríteni.

## A megbízási szerződés megszüntetése
A szerződés megszüntethető a felek közös megegyezésével, illetve bármelyik szerződő fél felmondhatja. Amennyiben a megbízó mond fel, úgy köteles megtéríteni a megbízottnak a felmondással okozott kárt, kivéve azt az esetet, ha a felmondásra a megbízott szerződésszegése miatt került sor. A megbízott halála a szerződés megszűnésével jár, a megbízó halála, jogutódlással történő megszűnése azonban nem. Ez utóbbi esetben az örökös, a jogutód a fentebb jelzett felmondási jog alapján felmondhatja a szerződést.
A felek közötti megbízási szerződés megszűnésekor a megbízott köteles a megbízó felé elszámolni, azaz kiadni a megbízónak mindazt, amihez a megbízás teljesítése céljából vagy eljárása eredményeként jutott. Ez alól kivételt képez mindaz, amit a megbízott a megbízás folytán jogosan felhasznált.
A felek a köztük létrejött megbízási szerződésben rendelkezhetnek akként, hogy tételesen felsorolják, mely szerződésszegési esetek megvalósulása esetén van helye a szerződés felmondásának.

## Ingyenes megbízási szerződés
E fejezet rendelkezéseit megfelelően alkalmazni kell az olyan megbízási szerződésre, amely alapján a megbízó ellenszolgáltatás nyújtására nem köteles.
Ha a megbízott a feladat ellátását ingyenesen vállalja, a megbízó köteles a megbízott költségeit megtéríteni.

## A korábbi Polgári törvénykönyvben
A korábbi Polgári törvénykönyv, az 1959. évi IV. törvény, a XL. fejezetének 1. pontjában rendelkezett a megbízásról (voltaképpen a megbízási szerződésről).

## Fogalma
Megbízási szerződés alapján a megbízott köteles a rábízott ügyet ellátni.
A megbízást a megbízó utasításai szerint és érdekének megfelelően kell teljesíteni.
Ha a megbízás teljesítéséhez szerződéskötésre van szükség, a megbízáshoz olyan alakszerűségek szükségesek, amilyeneket jogszabály a megbízás alapján kötendő szerződésre előír.

## A felek jogai és kötelezettségei
A megbízott személyesen köteles eljárni; igénybe veheti azonban más személy közreműködését is, ha ehhez a megbízó hozzájárult, vagy ha ez a megbízás jellegével együtt jár. A megbízott az igénybe vett személyért úgy felel, mintha a rábízott ügyet maga látta volna el.
A megbízott igénybe veheti más személy közreműködését akkor is, ha ez a megbízónak károsodástól való megóvása érdekében szükséges. Ebben az esetben az igénybe vett személyért nem felelős, ha bizonyítja, hogy e személy kiválasztása, utasításokkal való ellátása és ellenőrzése terén úgy járt el, ahogy az az adott helyzetben általában elvárható.
Ha a megbízottnak más személy igénybevételére nem volt joga, felelős azokért a károkért is, amelyek e személy igénybevétele nélkül nem következtek volna be.
Ha a megbízott által igénybe vett személyt a megbízó jelölte ki, a megbízott e személyért nem felelős, ha bizonyítja, hogy az igénybe vett személy utasításokkal való ellátása és ellenőrzése terén úgy járt el, ahogy az az adott helyzetben általában elvárható.
Ha a megbízó célszerűtlen vagy szakszerűtlen utasítást ad, a megbízott köteles őt erre figyelmeztetni; ha a megbízó utasításához e figyelmeztetés ellenére is ragaszkodik, az utasításból eredő károk őt terhelik.
A megbízott köteles a megbízót tevékenységéről és az ügy állásáról kívánságára, szükség esetén enélkül is tájékoztatni, különösen ha más személy igénybevétele vált szükségessé, vagy ha a felmerült új körülmények az utasítások módosítását teszik indokolttá.
A megbízott a megbízó utasításától csak akkor térhet el, ha ezt a megbízó érdeke feltétlenül megköveteli, és a megbízó előzetes értesítésére már nincs mód. Ilyen esetben a megbízót haladéktalanul értesíteni kell.
A megbízott köteles a megbízót a megbízás teljesítéséről haladéktalanul értesíteni.
A megbízó díj fizetésére köteles, kivéve ha az ügy természetéből, illetőleg a felek közötti viszonyból arra lehet következtetni, hogy a megbízott az ügy ellátását ingyenesen vállalta.
A megbízott díját akkor is követelheti, ha eljárása nem vezetett eredményre. A megbízó a díjat csökkentheti, illetőleg kifizetését megtagadhatja, ha bizonyítja, hogy az eredmény részben vagy egészben olyan okból maradt el, amelyért a megbízott felelős.
Ha a szerződés a megbízás teljesítése előtt szűnt meg, a megbízott a díjnak tevékenységével arányos részét követelheti.
A díj a szerződés megszűnésekor esedékes.
Az ügy ellátásával felmerült költségek a megbízót terhelik. A megbízott a költségek előlegezésére nem köteles.
A szerződés megszűnésekor a megbízott köteles elszámolni és ennek keretében a megbízónak mindazt kiadni, amihez a megbízás teljesítése céljából vagy eljárása eredményeképpen jutott, kivéve amit abból a megbízás folytán jogosan felhasznált.
A szerződés megszűnésekor a megbízó köteles a megbízottat a megbízás alapján harmadik személyekkel szemben vállalt kötelezettségei alól mentesíteni, valamint szükséges és hasznos költségeit megtéríteni.
A megbízottat költségei és díjkövetelése biztosítására zálogjog illeti meg a megbízónak azokon a vagyontárgyain, amelyek a megbízás következtében kerültek birtokába.

## A megbízás megszűnése
A szerződés a megbízás teljesítése nélkül is megszűnik, ha
- a) valamelyik fél a szerződést felmondja;
- b) bármelyik fél meghal, illetőleg ha jogi személy megszűnik, kivéve ha a megszűnő jogi személynek jogutódja van;
- c) a megbízó cselekvőképtelenné vagy korlátozottan cselekvőképessé válik, vagy pedig a megbízott cselekvőképességét elveszti;
- d) a megbízás tárgytalanná válik.[26]

Ha a megbízás a megbízó személyében rejlő okból szűnik meg, a megszűnés abban az időpontban következik be, amikor a megbízott a megszűnés okáról hitelt érdemlően tudomást szerez.
A megbízott a felmondás, a megbízó halála vagy cselekvőképességének megszűnése esetén a szerződés megszűnése után is köteles a megbízó érdekének védelmében a halaszthatatlan intézkedéseket mindaddig megtenni, amíg a megbízó vagy jogutódja az ügy intézéséről gondoskodni nem képes.
A megbízó a szerződést bármikor azonnali hatállyal felmondhatja, köteles azonban helytállni a megbízott által már elvállalt kötelezettségekért.
A szerződést a megbízott is bármikor felmondhatja; a felmondási időnek azonban elegendőnek kell lennie ahhoz, hogy a megbízó az ügy intézéséről gondoskodhassék. A megbízó súlyos szerződésszegése esetén a felmondás azonnali hatályú is lehet.
Ha a megbízás felmondása alapos ok nélkül történt, az okozott kárt meg kell téríteni, kivéve ha a megbízás ingyenes volt, és a felmondási idő elegendő volt ahhoz, hogy a megbízó az ügy intézéséről gondoskodhassék.
A felmondás jogának korlátozása vagy kizárása semmis; folyamatos megbízási jogviszonynál azonban a felek a felmondás jogának korlátozásában megállapodhatnak.